# Li (ètnia)
Els li (també limu, limin o hlai) (en xinès: 黎) és una ètnia que es troba majoritàriament a la costa meridional de l'illa de Hainan. Parlen una llengua pròpia que porta el seu nom (hlai), que pertany a la família de llengües Tai-Kadai. Són una minoria ètnica reconeguda oficialment per la República Popular de la Xina.

## Història
Segons una tradició els li, junt a miao, zhuang i altres grups humans localitzats Hainan, provenen de la tribu de Chi You, un subordinat de l'emperador Yan al qual se li atribueix la invenció del metalls i les armes. El caràcter subversiu d'aquesta tribu provocà que l'expulsaren a Hainan. D'aquests exiliats descendirien els luoyue, els antics li. Els antics li arribarien amb canoes tallades en troncs d'arbres. A principis del segle XX es creia que podrien descendir dels miaotze. Un estudi genètic del 2008 afirmà que els li, junt a jiamao i els cun, estan relacionats amb els ancestrals dai.
Per la pràctica de tecnologies del Neolític per algunes poblacions li es traça la colonització de l'illa durant el Neolític. Un estudi genètic del 2011 trobà que els habitants de l'illa de Hainan estan genèticament relacionats amb els habitants li de Guangxi. També constatà que les persones li s'estan mesclant amb altres ètnies a l'illa de Hainan. Durant els primers temps van aprendre a filar fibres dels arbres del gènere Bombsx. El teixit dels li arribà a una tècnica avançada al segle v.

## Cultura
Parlen la llengua homònima, del grup de llengües del Sud-est asiàtic Kra-Dai.
La seua gastronomia, indumentària, arquitectura i tradicions són úniques.
Algunes poblacions li continuen utilitzant tecnologies originades durant el Neolític: fabricació de ceràmica i roba feta d'escorça. La seua arquitectura es caracteritza per utilitzar estructures de bambú i altres fustes, tindre sostres de sisca i ser les cases estructures en forma de vaixell elevat del terra.
De la seua gastronomia destaca: l'arròs en canya de bambú (zhútǒng fàn), preparat amb arròs shanlan i carn, el vi shanlan i el tianzao, un licor dolç destil·lat del gra. Aquestes dues begudes es fan a partir de l'arròs glutinós (nuòmǐ) fermentat durant mig mes.
La seua vestimenta no varia segons les estacions. Els hòmens solen portar roba feta de cànem i turbant roig o negre i les dones jaqueta duijin (jaqueta abotonada) o jaquetes pianjin (jaqueta abotonada superposada), un drap floral com a turbant i una falda de tub tǒngqún, feta amb brocat li (líjǐn), un teixit de cotó filat primerenc.
La seua celebració més important és el Festival de l'Amor (Funianfu) o Festival del Doble Tercer, celebrat el tercer dia del tercer mes del calendari lunar xinès. L'origen llegendari ve d'una parella d'enamorats que se salvà d'una gran inundació amb una cullera tallada sobre una carabassa. Al tercer dia del tercer mes lunar la inundació acabà i es casaren, es reproduïren i repoblaren l'ètnia li. La celebració inclou sacrificis als ancestres, cants, danses, tir en arc, tir en corda i pugen a pals i peguen tombarelles, preparen pastissos en honor dels ancestres, robes especials per a l'ocasió i a les nits fan fogueres i canten i dansen.
Els li toquen un instrument de vent tradicional anomenat kǒuxiāo (口箫).
Tenen normes socials molt complexes i estrictes per a situacions socials com banquets, reconciliacions, sacrificis als déus de l'arròs i les cerimònies nupcials.